# Bjarne Kristiansen
Bjarne Kristiansen (født 14. december 1958 i Rønne) er en dansk politiker. Han er chefsergent, og var Bornholms borgmester 1. januar 2006 – 31. december 2009.
Han var på Borgerlisten i Hasle Kommune under ledelse af Hasles borgmester, Birgit Rasmussen. Han blev borgmester i Hasle Kommune i sommeren 2000, da Birgit Rasmussen døde. Ved kommunalvalget i 2001 fik Bjarne Kristiansen et flot personligt valg, og han kunne fortsætte som Hasles borgmester til den bornholmske kommunesammenlægning i 2003.
Ved det første valg til den bornholmske storkommune blev Borgerlisten Bornholm med Bjarne Kristiansen i spidsen den største gruppe i Regionsrådet med ni mandater ud af 27. Ved konstitueringen med Socialdemokraterne, Borgerlisten Bornholm og Socialistisk Folkeparti blev han 1. viceregionsborgmester. Det fik et af listens regionsrådsmedlemmer til at blive løsgænger. Fire år senere gik Borgerlisten Bornholm markant tilbage, og listen fik kun to pladser i kommunalbestyrelsen. Konstitueringen resulterede i, at Bjarne Kristiansen blev borgmester efter aftale mellem Borgerlisten Bornholm, Det Konservative Folkeparti, Socialdemokraterne og Socialistisk Folkeparti.